# Pipiziella lyneborgi
Pipiziella lyneborgi là một loài ruồi trong họ Ruồi giả ong (Syrphidae). Loài này được Torp Pedersen mô tả khoa học đầu tiên năm 1971. Pipiziella lyneborgi phân bố ở vùng Cổ Bắc giới